# ضمرة بن عمرو
أبو بشر ضمرة بن عمرو الجهني (المتوفي سنة 3 هـ) صحابي بدري من بني جهينة، كان حليفًا لبني ساعدة من الخزرج وقيل لبني طريف من الخزرج، ويرى ابن الأثير الجزري أنه لا تعارض بينها؛ لأن بني طريف بطن من بني ساعدة. شهد ضمرة بن عمرو غزوة بدر، واستشهد في غزوة أحد.